# Marcel Molinès
Marcel Molinès (* 22. Dezember 1928 in Algier; † 1. Juli 2011 in Marseille) war ein französischer Radrennfahrer.

## Sportliche Laufbahn
Molinès war im Straßenradsport aktiv. Er war Sohn französischer Eltern, die in Algerien, das seinerzeit zu Frankreich gehörte, lebten.
Von 1949 bis 1954 war er Unabhängiger und Berufsfahrer. Sein bedeutendster sportlicher Erfolg war der Gewinn der 13. Etappe der Tour de France 1950, die er für die Mannschaft Nordafrika bestritt. Dies war die Etappe, auf der Abdel-Kader Zaaf, der mit Molinès die Spitzengruppe bildete, den legendären Zwischenfall mit einer vermeintlich zugereichten Flasche Wein hatte, deren Wirkung ihn angeblich in die falsche Richtung fahren ließ.
Die Rundfahrt beendete Molinès nicht, er war auf der 18. Etappe ausgeschieden. Da Molinès offiziell für ein afrikanisches Team startete und in Afrika geboren war, gilt er als erster afrikanischer Etappensieger der Tour de France.